# Westernstadion
Het Westernstadion (កីឡដ្ឋានវេស្ទើន) is een multifunctioneel stadion in Phnom Penh, een stad in Cambodja. 
Het stadion wordt vooral gebruikt voor voetbalwedstrijden, de voetbalclub Western Phnom Penh FC maakt gebruik van dit stadion. In het stadion is plaats voor 1000 toeschouwers. Het stadion werd geopend in 2015.